# هوتستار
ديزني + هوتستار (بالإنجليزية: Disney + Hotstar)‏ (المعروفة باسم هوتستار خارج الهند وإندونيسيا) هي خدمة بث هندية فيديو حسب الطلب باشتراك تملكها وتشغلها شركة ستار إنديا ، وهي شركة تابعة لشركة شركة والت ديزني الهندية، اعتبارًا من يوليو 2020 ، تبلغ تكلفة خط الفي إي بي 399 دولارًا أمريكيًا لمدة عام وتكلف خط البريميوم 1499 دولارًا أمريكيًا في السنة أو 299 روبية هندية للخط الشهرية. اعتبارًا من مارس 2020 ، لدى ديزني + هوتستار ما لا يقل عن 300 مليون مستخدم نشط.

## وصلات خارجية
- الموقع الرسمي